# Eois catana
Eois catana är en fjärilsart som beskrevs av Druce 1892. Eois catana ingår i släktet Eois och familjen mätare. Inga underarter finns listade i Catalogue of Life.